# (60608) 2000 EE173
(60608) 2000 EE173 — транснептуновый объект, обнаруженный в 2000 году группой Чада Трухильо. Его орбита имеет значительный эксцентриситет. Продолжительность сидерического периода составляет около 350 лет.